# ماري ريتشموند (كاتبة)
ماري ريتشموند (بالإنجليزية: Mary Elizabeth Richmond)‏ هي مُدرسة وكاتِبة نيوزيلندية، ولدت في 1853، وتوفيت في 1949.